# El Chino (Sonora)
El Chino o también llamada San Antonio de los Chinos, es una ranchería del municipio de Álamos ubicada en el sureste del estado mexicano de Sonora, cercana a los límites divisorios con los estados de Chihuahua y Sinaloa. Según los datos del Censo de Población y Vivienda realizado en 2020 por el Instituto Nacional de Estadística y Geografía (INEGI), El Chino (San Antonio de los Chinos) tiene un total de 160 habitantes.

## Geografía
El Chino se ubica en el sureste del estado de Sonora, en la región sur del territorio del municipio de Álamos, sobre las coordenadas geográficas 26°34'14" de latitud norte y 108°58'30" de longitud oeste del meridiano de Greenwich, a una altura media de 145 metros sobre el nivel del mar.